# Ирис Людвига
Ирис (касатик) Людвига (лат. Iris ludwigii) — вид однодольных растений рода Ирис (Iris) семейства Ирисовые (Iridaceae). Впервые описан российским ботаником Карлом Ивановичем Максимовичем в 1880 году.

## Распространение и среда обитания
Известен с южной части Алтайских гор и северо-востока Казахстана.
Растёт в степях.

## Ботаническое описание
Корневищный геофит.
Многолетнее травянистое растение высотой 20,5—25,5 см. Растёт плотной группой.
Листья линейные, с заострённой верхушкой, укороченные.
Цветки шестилепестковые, размером 5 и более см, по два на растении.
Плод — зелёная или бурая коробочка.
Близок Iris pontica, отличаясь от последнего формой и размерами корневища.

## Значение
Выращивается как декоративное растение. В культуре предпочтительны хорошо дренированные освещённые каменистые участки.

## Охранный статус
Занесён в Красную книгу России (а также региона Алтайский край) и Казахстана; ранее заносился в Красную книгу РСФСР.

## Синонимы
Синонимичные названия:
- Chamaeiris ludwigii (Maxim.) M.B. Crespo
- Xyridion ludwigii (Maxim.) Rodion.